# 黎 (姓)
黎（れい）は、漢姓の一つ。中国の他に、東南アジアではベトナム・マレーシア等に分布する。

## 中国
黎（れい）は、中華圏の姓の1つで、広東や香港、台湾など南部に多い。
2020年の中華人民共和国の第7回全国人口調査（国勢調査）に基づく姓氏統計によると中国で82番目に多い姓であり、308.60万人がいる。台湾の2018年の統計では第88位で、28,433人がいる。

### 著名な人物
- 黎元洪 - 第2代、4代中華民国大総統。
- 黎錦熙 - 文法学者、国語運動家。
- 黎錦光（中国語版） - 『夜来香』の作曲者。黎錦熙の弟。
- 黎鴻昇 - マカオの司教。
- 黎海栄 - 香港ジョッキークラブの騎手。
- レオン・ライ（黎明） - 香港を拠点に活動している俳優、歌手。
- ヴィヴィアン・ライ（黎瑞恩） - 香港の女性歌手。
- Liyuu（黎獄） - 声優。

## ベトナム
黎（レ）はベトナムで3番目に多い姓で、人口の約9.5％を占める。10世紀に前黎朝、15世紀に後黎朝と2つの王朝があった。

### 著名な人物
- 黎桓（レ・ホアン） - 前黎朝の初代皇帝。後世には黎大行（レ・ダイ・ハイン）とも称される。
- 黎利（レ・ロイ） - 後黎朝の初代皇帝。
- 黎聖宗（レ・タイントン） - 後黎朝の第4代皇帝。その治世は光順中興の世と讃えられた。
- レ・ズアン（黎筍） - 初代ベトナム共産党中央委員会書記長。
- レ・ドゥク・ト（黎徳寿） - 政治家。
- レ・チョン・タン（黎仲迅） - 軍人。
- レ・カ・フュー（黎可漂） - 軍人。
- レ・ドゥック・アイン（黎徳英） - 軍人。
- レ・バ・ビン（黎伯栄） - 外交官。
- レ・コン・ビン（黎公栄） - サッカー選手。
- レ・タン・タイ（黎新才） - サッカー選手。

## 朝鮮
黎（ヨ、朝: 여）は、朝鮮人の姓の1つである。韓国の1985年、2000年の人口調査ではいずれもいなかったが、2015年の調査では16人がいる。うち5人は釜山黎氏、残りの11人の本貫は不明である。